# Fernando Chacarelli
Fernando Chacarelli, född 18 juli 1905, död 26 april 1984, var en argentinsk friidrottare. Han deltog vid olympiska sommarspelen 1932.